# الله‌گنج
الله‌گنج (به انگلیسی: Allahganj) یک منطقهٔ مسکونی در هند است که در اوتار پرادش واقع شده‌است.

## خصوصیات
الله‌گنج ۲۰٬۰۰۰ نفر جمعیت دارد و ۱۴۲ متر بالاتر از سطح دریا واقع شده‌است.